# پال مک‌شین
پال مک‌شین (زادهٔ ۶ ژانویهٔ ۱۹۸۶) بازیکن فوتبال اهل کشور ایرلند است.
وی سابقهٔ ۲۸ بازی و ۰ گل ملی را برای تیم ملی ایرلند دارد و پست تخصصی این بازیکن، دفاع است.